# Сельв, Жюстен де
Жюсте́н Жерме́н Казими́р де Сельв (фр. Justin Germain Casimir de Selves, 19 июля 1848, Тулуза — 12 января 1934, Париж) — французский политик, министр иностранных дел (1911—1912), председатель Сената (1924—1927).

## Биография
Учился в Монтобане, окончил лицей в Ажене, получил степень доктора права в Тулузском университете. Прервал адвокатскую практику и принял участие во Франко-прусской войне 1870 года в звании лейтенанта в составе 1-го батальона мобильной национальной гвардии департамента Ло и Гаронна, за отличие в боях под Шартром произведён в капитаны, затем переведён на интендантскую службу в Тулузе.
После демобилизации с 1871 по 1880 год состоял в коллегии адвокатов Монтобана, одновременно с 1878 по 1880 год являлся депутатом муниципального совета. Занимал должность префекта нескольких департаментов: Тарн и Гаронна (1882), Уаза (1882), Мёрт и Мозель (1885) и Жиронда (с 1885).
21 января 1890 года Жюстен де Сельв был назначен генеральным директором почт и телеграфов, и период его руководства ведомством был ознаменован внедрением множества технических новшеств: использование трамваев для доставки писем и телеграмм пневматической почты, дополнительная оплата для писем, отправленных перед истечением крайнего срока, снизилась с 15 сантимов до 5, для доставки телеграмм стали использовать велосипеды, а максимальный вес почтового отправления увеличился с 3 кг до 5.
В 1896 году вновь стал префектом — на сей раз департамента Сена. 3 января 1909 года впервые был избран в Сенат — от департамента Тарн и Гаронна (11 января 1920 года избран повторно). В 1910 году принят в Академию изящных искусств.
28 июня 1911 года получил портфель министра иностранных дел в правительстве Кайо, 14 января 1912 года кабинет ушёл в отставку.
С 29 марта по 1 июня 1924 года являлся министром внутренних дел Франции в третьем правительстве Пуанкаре, а затем ещё несколько дней — в недолговечном правительстве Франсуа-Марсаля.
С 19 июня 1925 по 9 января 1927 года занимал должность председателя Сената Франции (до 14 января 1927 года временно исполнял его обязанности).
В честь Жюстена де Сельва названа авеню де Сельв в Париже.